# Gordon Samuels
Pour les articles homonymes, voir Samuels.
Gordon Samuels, né le 12 août 1923 à Londres et mort le 10 décembre 2007 à Sydney, est un homme politique australo-britannique, gouverneur de Nouvelle-Galles du Sud du 1er mars 1996 au 1er mars 2001.